# Lysekil
Lysekil este un oraș în Suedia.

## Demografie
| \| Evoluția demografică a zonei urbane Lysekil, 1970–2015 \| Evoluția demografică a zonei urbane Lysekil, 1970–2015 \| Evoluția demografică a zonei urbane Lysekil, 1970–2015 \| Evoluția demografică a zonei urbane Lysekil, 1970–2015 \| Evoluția demografică a zonei urbane Lysekil, 1970–2015 \| \| --------------------------------------------------------------------------------------- \| ------------------------------------------------------ \| ------------------------------------------------------ \| ------------------------------------------------------ \| ------------------------------------------------------ \| \| An \| \| \| Locuitori \| \| \| 1970 \| 1970 \| \| 6.783 \| 6.783 \| \| 1975 \| 1975 \| \| 7.815 \| 7.815 \| \| 1980 \| 1980 \| \| 7.674 \| 7.674 \| \| 1990 \| 1990 \| \| 7.854 \| 7.854 \| \| 1995 \| 1995 \| \| 8.010 \| 8.010 \| \| 2000 \| 2000 \| \| 7.582 \| 7.582 \| \| 2005 \| 2005 \| \| 7.568 \| 7.568 \| \| 2010 \| 2010 \| \| 7.628 \| 7.628 \| \| 2015 \| 2015 \| \| 7.734 \| 7.734 \| \| Sursa: SCB - Statistika Centralbyrån, Folkmängden per tätort. Vart femte år 1960 - 2016 \| \| \| \| \| |      |  |           |       |
| Evoluția demografică a zonei urbane Lysekil, 1970–2015 |      |  |           |       |
| An |      |  | Locuitori |       |
| 1970 | 1970 |  | 6.783     | 6.783 |
| 1975 | 1975 |  | 7.815     | 7.815 |
| 1980 | 1980 |  | 7.674     | 7.674 |
| 1990 | 1990 |  | 7.854     | 7.854 |
| 1995 | 1995 |  | 8.010     | 8.010 |
| 2000 | 2000 |  | 7.582     | 7.582 |
| 2005 | 2005 |  | 7.568     | 7.568 |
| 2010 | 2010 |  | 7.628     | 7.628 |
| 2015 | 2015 |  | 7.734     | 7.734 |
| Sursa: SCB - Statistika Centralbyrån, Folkmängden per tätort. Vart femte år 1960 - 2016 |      |  |           |       |